# Knyszyn-Zamek

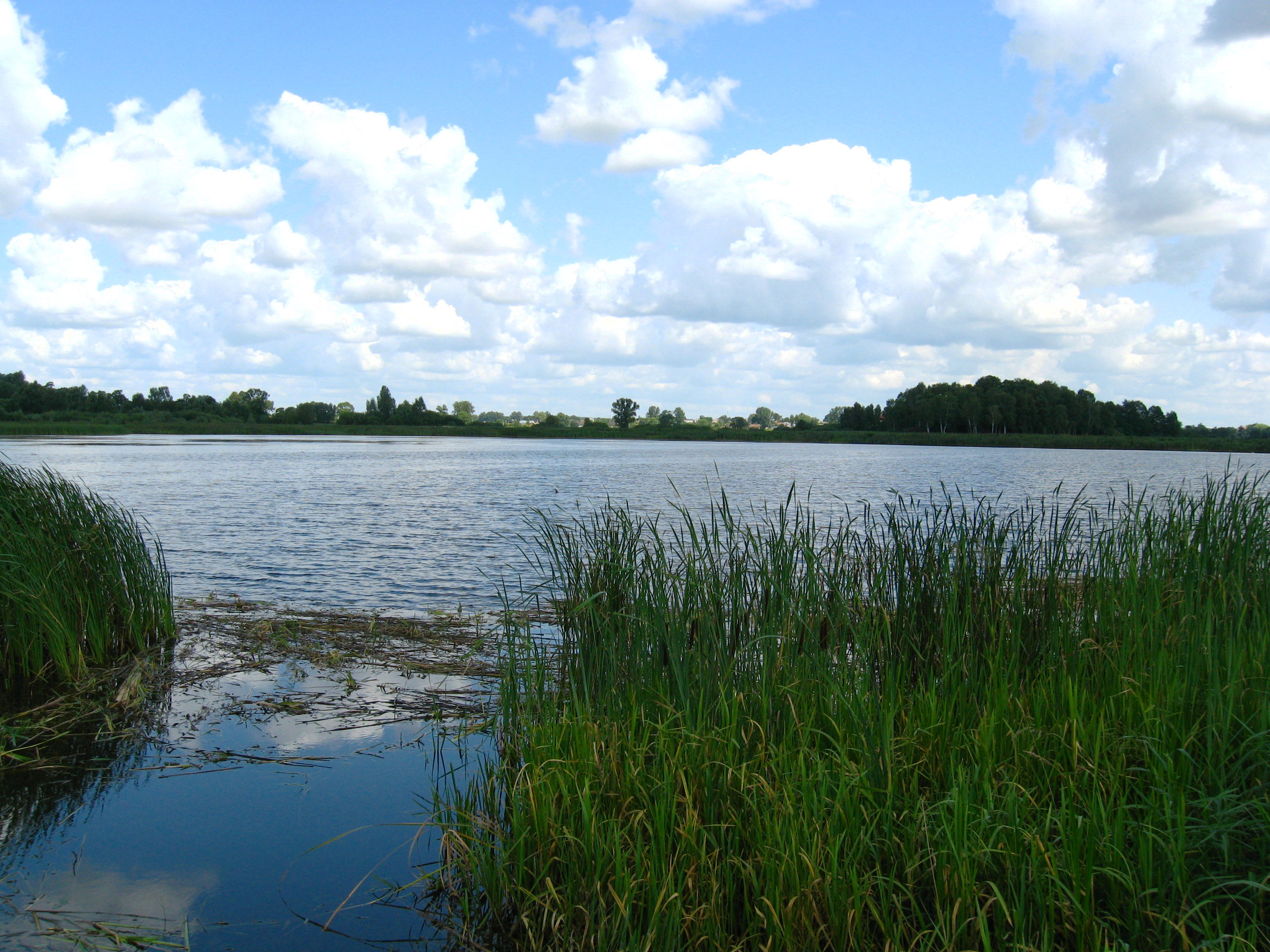
Stawy Gryczyska

Knyszyn-Zamek (dawn. także Knyszyn PGR; do 1996 Knyszyn, wieś i osada) – wieś w Polsce położona w województwie podlaskim, w powiecie monieckim, w gminie Knyszyn.
W latach 1975–1998 miejscowość administracyjnie należała do województwa białostockiego.
Wierni kościoła rzymskokatolickiego należą do parafii św. Jana Apostoła i Ewangelisty w Knyszynie.